# Tekstualni mod
Tekstualni mod je vrsta računalnog vizualnog prikaza gdje se sadržaj prikazan na zaslonu u smislu znakova a ne zasebnih točki. Ovaj prikaz obično se sastoji od ujednačene pravokutne matrice znakovnih ćelija, koji mogu sadržavati jedan od znakova iz skupa znakova koje neko računalo može prikazati. Aplikacije u tekstualnom modu komuniciraju s korisnikom preko linijskog komandnog sučelja, i sačinjavaju najosnovnije sučelje između korisnika i operacijskog sustava.